# Rhabdoviridae
Rhabdoviridae es una familia de virus que infectan animales, plantas, hongos y protistas.  Entre los animales infectados están insectos, peces y mamíferos, incluidos los humanos. Estos virus presentan una forma alargada parecida a una bala. Poseen un genoma de ARN monocatenario de sentido negativo por lo que se incluye en el Grupo V de la Clasificación de Baltimore. 

## Especies
Los rhabdovirus son importantes patógenos para animales y plantas. En estos se suelen transmitir por artrópodos, tales como áfidos, fulgoromorfos, saltamontes, ceratopogónidos, flebotomos y mosquitos. Incluyen al Virus de la rabia (RaV) y al Virus de la estomatitis vesicular (VSV). Este último es el rhabdovirus prototípico y mejor estudiado. Puesto que es fácil de cultivar en el laboratorio, es el modelo preferido para estudiar la biología de los rhabdovirus y de los Mononegavirales en general. La rabia es causada por Lyssavirus, del que se han identificado varias cepas.
Los rhabdovirus también se han hallado infectando hongos y protistas, sin embargo su papel con estos organismos es poco conocido. En estos se transmiten por contacto, difusión pasiva o en protistas como los protozoos por fagocitosis de las partículas virales.

## Morfología
Se caracterizan por una cápside recubierta por una envoltura viral, estructuralmente definida por una simetría helicoidal, de un tamaño de 70 a 80 por 130 a 240 nm y por ensamblar los viriones maduros en el citoplasma como compartimento celular. 
En el interior de la partícula está el ARN asociado en toda su longitud a proteínas N que lo protegen. Esto resulta esencial para el funcionamiento del virus, porque si el ARN no está asociado a estas proteínas; no se produce la replicación.
En el interior hay otras proteínas: ARN-Pol (L) y una fosfoproteína (P)
Hay una proteína de la matriz (M) que pone en contacto la cápsida (Prot.N) con las proteínas de la envuelta. Las proteínas de la envuelta (G) son trímeros con forma de espina que se encuentran inmersos en la bicapa lipídica.

## Estructura del genoma
El ARN tiene entre 10-15 Kb y codifica solo 5 genes, en el siguiente orden: 3’-N-P-M-G-L-5’. En ambos extremos hay secuencias no codificantes. Además, cada gen se separa de los demás por pequeñas secuencias no codificantes. Los genes, tienen una particularidad, y es que están todos flanqueados por dos pequeñas secuencias que se repiten.
Nada más al entrar en la célula, la replicasa transcribe los genes (por separado) a ARN (+), al que le añade un CAP en 5’ y una cola de poli-A en 3’ para que pueda funcionar como mensajero.

## Ciclo de replicación
El virus entra en la célula tras reconocer su receptor, que suelen ser restos de ácido siálico de glicoproteínas de membrana, o receptores de crecimiento nervioso o de acetilcolina. Se produce un endocitosis típica (Vesícula de clatrina, fusión con lisosoma, bajada de pH, liberación del ARN)
La replicación de muchos rhabdovirus se produce en el citoplasma, aunque varios de los virus que infectan plantas se replican en el núcleo. 
Actúa la replicasa y produce 5 diferentes ARNm (uno por cada gen). Antes de cada gen, en la cadena (-) hay una secuencia de inicio, y al final de cada gen, una señal de terminación y una de poliadenilación. 
La replicasa reconoce el primer sitio de inicio y transcribe hasta un sitio de finalización. Añade el CAP y la cola de PoliA, y así sale el primer RNAm(N).Esta estructura es homóloga al ARNm celular y, por lo tanto, puede ser traducido por los ribosomas celulares para producir tanto las proteínas estructurales como las no estructurales.
Después, la replicasa continua leyendo y hace lo mismo con los demás genes. En ocasiones, al llegar a una señal de terminación, vuelve al principio. De este modo, se sintetizan distintas cantidades de ARNm para los distintos genes. El virus controla su expresión a nivel de la transcripción.
El proceso de replicación es ligeramente distinto. Comienza igual que el anterior, pero ahora hay mucha proteína N, que en cuanto se replica el extremo 3’, se une a él. Esto hace que la polimerasa no reconozca las secuencias de terminación, y se forme un transcrito de ARN (+) de todo el genoma, a partir del cual, se vuelven a replicar hebras de ARN (-). Se requiere la polimerasa viral para este proceso.
Estas hebras son reconocidas por las proteínas de la cápsida, que se asocian a ellas. La nucleocápsida se asocia a las proteínas de la matriz, que a su vez se asocian a las proteínas de la envuelta, que han alcanzado la membrana siguiendo la ruta de secreción constitutiva (RER, Golgi, Vesícula de secreción), y se produce la salida por gemación.

## Taxonomía
Se clasifican en las siguientes subfamilias y géneros:
- Alpharhabdovirinae
  - Almendravirus
  - Alphanemrhavirus
  - Alphapaprhavirus
  - Alpharicinrhavirus
  - Arurhavirus
  - Barhavirus
  - Caligrhavirus
  - Curiovirus
  - Ephemerovirus
  - Hapavirus
  - Ledantevirus
  - Lostrhavirus
  - Lyssavirus
  - Merhavirus
  - Mousrhavirus
  - Ohlsrhavirus
  - Perhabdovirus
  - Sawgrhavirus
  - Sigmavirus
  - Sprivivirus
  - Sripuvirus
  - Sunrhavirus
  - Tibrovirus
  - Tupavirus
  - Vesiculovirus
  - Zarhavirus
- Betarhabdovirinae
  - Alphanucleorhabdovirus
  - Betanucleorhabdovirus
  - Cytorhabdovirus
  - Dichorhavirus
  - Gammanucleorhabdovirus
  - Varicosavirus
- Gammarhabdovirinae
  - Novirhabdovirus

Los siguientes géneros no fueron asignados a subfamilias:
- Alphacrustrhavirus
- Alphadrosrhavirus
- Alphahymrhavirus
- Betahymrhavirus
- Betanemrhavirus
- Betapaprhavirus
- Betaricinrhavirus

Adicionalmente se conoce un gran número de virus que todavía no han sido asignados a ningún género.